# Карашенгель
Карашенгель (каз. Қарашеңгел, до 2005 г. — Тельмана) — село в Каратальском районе Жетысуской области Казахстана. Входит в состав Карашенгельского сельского округа. Код КАТО — 195043500.

## Население
В 1999 году население села составляло 211 человек (121 мужчина и 90 женщин). По данным переписи 2009 года, в селе проживали 204 человека (107 мужчин и 97 женщин).